# Parco nazionale Tsingy di Bemaraha
Il Parco nazionale Tsingy di Bemaraha è una riserva naturale situata nel Madagascar occidentale (regione di Menabe). 
Il parco, istituito nel 1997, comprende la parte meridionale del massiccio calcareo degli Tsingy di Bemaraha. La parte settentrionale del massiccio ricade all'interno della Riserva naturale integrale Tsingy di Bemaraha.

## Accessi
I turisti possono raggiungere il parco attraverso la strada nazionale RN 8 che lo collega a Morondava, una città a 150 km a sud. Un accesso limitato è possibile anche dalla città di Antsalova, raggiungibile in aereo da Antananarivo o da Mahajanga.